# Marina de San Miguel
Marina de San Miguel (Córdoba, España, 1545-Ciudad de México, Nueva España, 1599) fue una beata de la Orden de Santo Domingo avecindada en la Ciudad de México, capital de la Nueva España, conocida por haber sido juzgada y condenada por la Santa Inquisición entre 1598 y 1599 debido al cargo de supuestas visiones sobrenaturales que incluyeron relaciones sexuales con seres demoniacos. Su testimonio fue recogido en 9 actas conocidas como «confesiones».